# 永蓋省

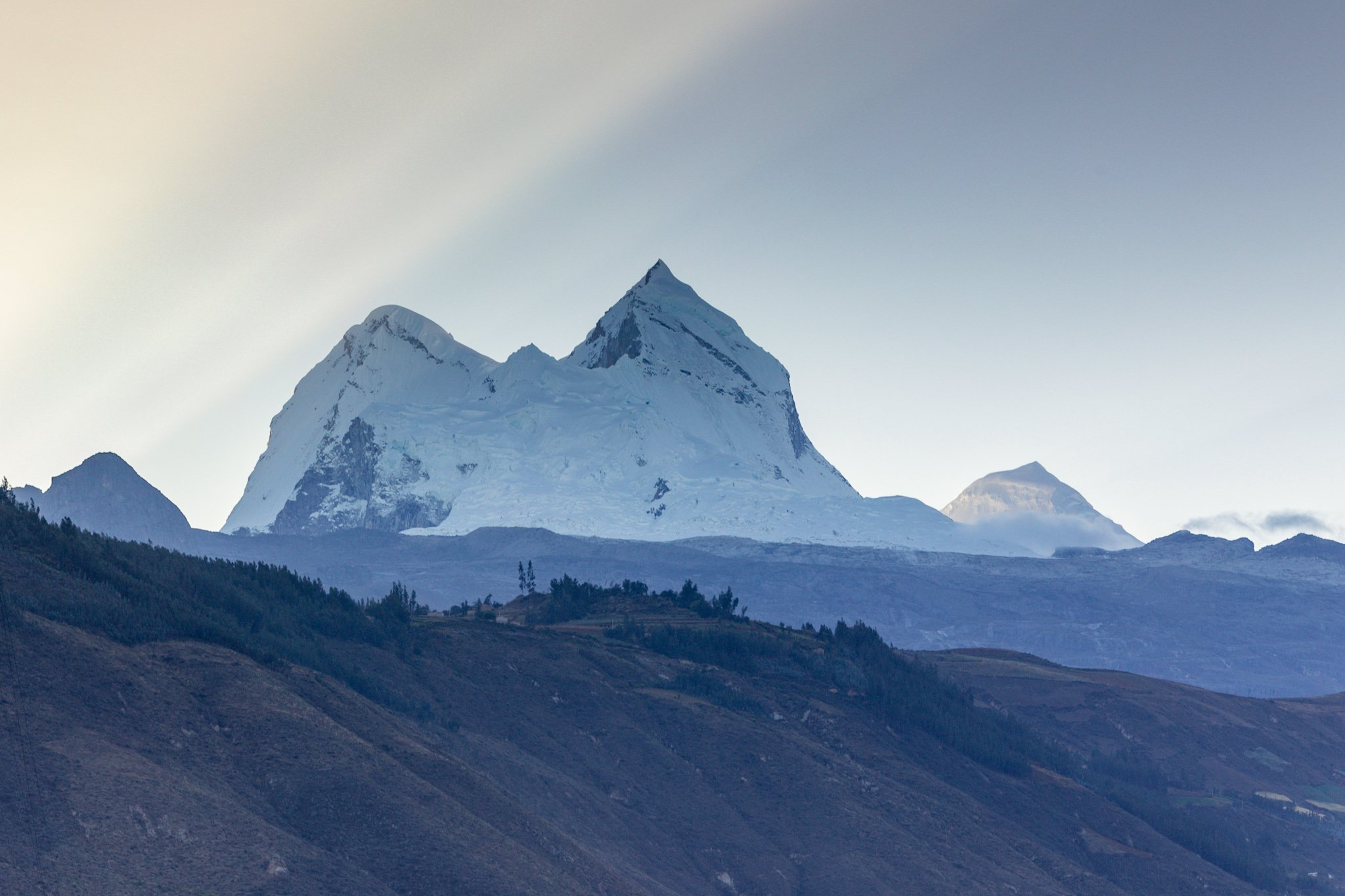

永蓋省（西班牙語：Provincia de Yungay），是秘魯的省份，位於該國北部安卡什大區，首府是永蓋，始建於1904年10月28日，面積277平方公里，海拔高度2,458米，2005年人口19,099，人口密度每平方公里68.95人。